# Edmund Zdrojewski
Edmund Zdrojewski (* 24. August 1915 in Thorn; † 30. Oktober 1948 in Krakau) war ein deutscher SS-Hauptscharführer und in verschiedenen Konzentrationslagern tätig. Nach dem Zweiten Weltkrieg wurde er zum Tode verurteilt und gehängt.

## Leben
Edmund Zdrojewski trat der SS August 1933 bei (SS-Nummer 250.890) und war bereits vor dem Krieg im Konzentrationslager Oranienburg und im oberösterreichischen KZ Mauthausen-Gusen tätig. Er war ab 1943 stellvertretender Lagerführer im KZ Plaszow bei Krakau. Zum 1. November 1944 wurde er zum SS-Hauptscharführer befördert und löste Wilhelm Wagner als Lagerführer des dem KZ Dachau zugeordneten Außenlagers Riederloh bei Kaufbeuren ab. Ab Februar 1945 war er Lagerleiter des KZ-Außenlagers Kottern-Weidach bei Kempten bis zu dessen Befreiung durch die amerikanische Armee. Edmund Zdrojewski wurde 1947 von den Amerikanern nach Polen ausgeliefert.

## Der Prozess
Im Nachkriegs-Polen wurden in einem von mehreren Prozessen 16 SS-Angehörige des Lagerpersonals des KZ Plaszow und sechs SS-Angehörige des KZ Auschwitz-Birkenau angeklagt. Das Bezirksgericht Krakau verurteilte die stellvertretenden Lagerleiter des KZ Plaszow Edmund Zdrojewski (zuständig für jüdische Häftlinge) und Lorenz Landstorfer (zuständig für polnische Häftlinge) sowie Ferdinand Glaser am 23. Januar 1948 wegen Kriegsverbrechen zum Tod durch Hängen. Die übrigen Angeklagten erhielten Gefängnisstrafen zwischen einem und fünfzehn Jahren. Ein Angeklagter wurde freigesprochen. Die drei Todesurteile wurden am 30. Oktober 1948 vollstreckt.

## Rezeption
Johannes Sachslehner rechnet in seinem Buch über Amon Leopold Göth, den Kommandanten und Schlächter von Plaszow, Edmund Zdrojewski zum harten Kern der Killer um Göth. Er soll Göth gefürchtet haben und ihm gleichzeitig hörig gewesen sein.